# Óscar Guido Trejo
Óscar Guido Trejo (Santiago del Estero, 26 d'abril de 1988) és un futbolista italo-argentí. Juga de davanter al Rayo Vallecano.

## Trajectòria esportiva
Trejo va començar la seva carrera futbolística des de molt jove. Als 10 anys jugava en l'Estrella Roja, un club proper al seu barri natal.
Va debutar a la primera divisió argentina amb el Boca Juniors el 3 de juliol del 2005, partit que perdé 3-2 contra l'Almagro i en què aconseguí el seu primer gol en aquesta categoria.
El 2006 firmà un contracte amb el RCD Mallorca, debutant el 8 d'abril del 2007, va debutar a la lliga espanyola, com a suplent, contra el Getafe CF. Va marcar el seu primer gol quatre minuts després de debutar.
Posteriorment va ser cedit a l'Elx CF de la Segona Divisió espanyola. I la següent temporada va gaudir d'una cessió molt reeixida al Rayo Vallecano, amb qui aconseguí l'ascens a la Primera Divisió, va ser traspassat l'estiu del 2011 a l'Sporting de Gijón.